# Zach Strief
Zachary David „Zach“ Strief (* 22. September 1983 in Milford, Ohio) ist ein ehemaliger US-amerikanischer American-Football-Spieler. Er spielt zwölf Saisons lang für die New Orleans Saints, mit denen er auch den Super Bowl XLIV gewinnen konnte, als Offensive Tackle in der National Football League (NFL).

## College
An der High School war Strief auch als Leichtathlet und beim Baseball tätig, entschied sich aber schließlich für Football. Er besuchte die Northwestern University in Chicago und spielte für deren Team, die Wildcats, College Football. Er war in 40 Spielen nacheinander Starter in der Offensive Line und wurde in diverse Auswahlmannschaften gewählt.

## NFL
Beim NFL Draft 2006 wurde er von den New Orleans Saints erst in der 7. Runde als insgesamt 210. Spieler ausgewählt und wurde zunächst nur als Ersatzmann eingesetzt.
2009 konnte er mit seinem Team den Super Bowl XLIV gewinnen; seit 2011 ist er neben Drew Brees einer der beiden Mannschaftskapitäne der Offense.
2009 veröffentlichte Streif auch zu wohltätigen Zwecken ein Kochbuch mit dem Titel When You're the Biggest Guy on the Team!.
Nachdem er 2017 verletzungsbedingt nur zwei Spiele bestreiten konnte, erklärte er am 12. März 2018 seinen Rücktritt vom aktiven Sport.

## Trainerlaufbahn
Nachdem er einige Zeit bei einem Radiosender Spiele der Saints kommentiert hatte, wechselte er zu Beginn der Off-Season 2021 zum Betreuerstab seines alten Teams und betreut seither als Assistenztrainer die Offensive Line der Saints.
Al2 2023 sein alter Coach Sean Payton Head Coach bei den Denver Broncos anheuerte, holte er Strief als Offensive Line Coach.